# 湿生紫堇
湿生紫堇（学名：Corydalis humicola）为罂粟科紫堇属下的一个种。

## 扩展阅读
維基物種上的相關：湿生紫堇